# Recerques en el buit
"Recerques en el buit" (títol original en anglès "Hollow Pursuits") és el 21è episodi de la tercera temporada de la sèrie de televisió de ciència-ficció estatunidenca Star Trek: La nova generació, i el 69è de tota la sèrie, que es va emetre originalment el 30 d'abril de 1990, en redifusió als Estats Units. Va ser dirigit per Cliff Bole amb un guió  escrit per Sally Caves. L'episodi presenta el personatge del tinent Reginald Barclay, que apareixia ocasionalment a La nova generació i Star Trek: Voyager, així com a la pel·lícula Star Trek: First Contact.
Ambientada al segle XXIV, la sèrie segueix les aventures de la tripulació de la nau de la Flota Estel·lar de la Federació Enterprise-D sota el comandament del capità Jean-Luc Picard. Aquest episodi inclou l'ús de l'holocoberta, una tecnologia de ficció que pot crear experiències simulades immersives. A l'episodi, el tinent Barclay, molt insegur, utilitza l'holocoberta per fer front a la seva ansietat, mentre els oficials superiors debaten com afrontar el seu rendiment laboral secundari.

## Argument
L' Enterprise està transportant mostres biològiques destinades a ser utilitzades en la lluita contra una epidèmia. Quan troben que un dels recipients de mostres té fuites, es veuen obligats a destruir-la per evitar la contaminació de la resta de mostres. L'enginyer en cap La Forge informa que un dels seus enginyers, Barclay (anomenat cruelment "Bròquil" pels altres enginyers), ha tingut un rendiment baix. Sense que ho sàpiga La Forge, Barclay ha estat utilitzant l'holocoberta per simular els membres de la tripulació de l’ "Enterprise" i comportar-se de manera agressiva cap a ells, ja que és massa dòcil per fer-ho a la vida real. El capità Picard recomana que La Forge prengui Barclay com a "projecte de mascota" i prohibeix el sobrenom de "Bròcoli".
Mentre l'equip d'enginyers investiga la fallada dels sistemes no connectats al voltant de la nau, La Forge intenta donar suport a Barclay, que continua avergonyit i ansiós. Quan a Picard se li escapa i li diu accidentalment "Bròquil", Barclay torna a l'holocoberta. La Forge el troba allà, descobreix les seves simulacions exagerades de la tripulació i recomana que es reuneix amb la consellera Troi, sense saber que les seves simulacions holocoberta també han implicat fantasies sexuals sobre ella. Barclay intenta sotmetre's a una veritable sessió d'assessorament amb Troi, però es veu aclaparat per la vergonya i fuig de tornada a l'holocoberta.
Quan no es pot localitzar a Barclay, el primer oficial Riker entra a l'holocoberta amb La Forge i Troi per localitzar-lo. Troben versions còmiques del personal superior, inclosa una versió extremadament curta i ximple de Riker i una fantasia de Troi com la "deessa de l'empatia". De sobte, el motor de curvatura de l' Enterprise comença a accelerar sense control. La Forge porta Barclay a Enginyeria per descobrir que els injectors de matèria/antimatèria s'han encallat; la nau continuarà accelerant fins que esclati, tret que s'eliminin.
Barclay s'adona que totes les fallades de l'equip han estat connectades per un element humà: un membre de l'equip d'enginyeria ha estat present a cada incident, de manera que suposa que d'alguna manera es van convertir en portadors d'un contaminant indetectable. Ràpidament redueixen les possibilitats i determinen que la contaminació era una substància derivada del contenidor de la mostra biològica amb fuites. Poden reparar els injectors, aturar la nau i posar rumb cap a una base estel·lar propera per eliminar la resta de la contaminació. La Forge felicita a Barclay per la seva contribució a salvar la nau.
Barclay torna una vegada més a l'holocoberta i s'acomiada de la tripulació del pont simulada, i després esborra tots els seus programes holocoberta menys un.

## Repartiment i doblatge al català
La sèrie va ser doblada al català pels estudis Tramontana (primera part) i Soundtrack (segona part) i emesa a TV3 l’any 1991. Els dobladors de l'episodi foren:
| Personatge                    | Actor/actriu    | Veu en català            |
| ----------------------------- | --------------- | ------------------------ |
| Jean-Luc Picard               | Patrick Stewart | Joan Crosas              |
| William Riker                 | Jonathan Frakes | Antoni Forteza           |
| Data                          | Brent Spinner   | Joaquim Sota             |
| Geordi La Forge               | LeVar Burton    | Aleix Estadella          |
| Worf                          | Michael Dorn    | Enric Arquimbau          |
| Beverly Crusher               | Gates McFadden  | Aurora Garcia            |
| Deanna Troi                   | Marina Sirtis   | Victòria Pagès           |
| Wesley Crusher                | Will Wheaton    | Roger Pera               |
| Tinent Reginald 'Reg' Barclay | Dwight Schultz  | Jordi Boixaderas         |
| Tinent Duffy                  | Charley Lang    | Joan Pera                |
| Guinan                        | Whoopi Goldberg | Montserrat Garcia Sagués |
| Miles O'Brien                 | Colm Meaney     | Xavier Fernández         |

## Producció
Segons l'escriptora de l'episodi Sally Caves, Reginald Barclay (Dwight Schultz) és una representació satírica dels Trekkies i la seva excessiva obsessió pels personatges imaginaris. El director Cliff Bole no n’està d'acord, i va dir: "No vaig sentir això, i ho hauria sentit si fos previst. Sens dubte no m'hi vaig plantejar d'aquesta manera".

## Recepció
L'episodi va ser nominat per a un Premi Primetime Emmy en la categoria de Millor perruqueria en una sèrie el 1990.
El 2009, Io9 va enumerar "Recerques en el buit" com un dels pitjors episodis temàtics de l'holocoberta, tot i que van assenyalar que a algunes persones els agrada. Observen que inclou el tinent Barclay, que s'ha convertit en addicte a l'holocoberta i ha d’eliminar la tripulació principal del pont de la seva vida fantàstica.
Keith DeCandido va valorar-lo a tor.com el 2012 com un molt bon episodi de Star Trek: La nova generació. Va assenyalar que la representació de personatges frikis a les sèries de televisió es va fer molt popular als anys 2000 i es va utilitzar d'una manera gairebé inflacionista. Star Trek: La nova generació es va avançar al seu temps en aquest sentit amb la invenció del personatge Barclay. DeCandido va destacar positivament que amb Barclay es va crear un personatge que contrasta amb l'ideal de la gent del segle XXIV mostrat fins ara a la sèrie. També va elogiar el fet que Barclay i els seus problemes mai fossin ridiculitzats i que se li permetés ajudar a salvar la nau. DeCandido va trobar que el marc era un petit misteri agradable que només es pot resoldre mitjançant el treball final en equip.
El 2016, Syfy va classificar aquest com el 10è millor episodi holocoberta de la franquícia Star Trek.
El 2019, CBR va classificar aquest com el quart millor episodi de temàtica holocoberta de tots els episodis de la franquícia de Star Trek fins aleshores.

## Llançaments
L'episodi es va publicar amb la caixa del DVD de la tercera temporada de Star Trek: La nova generació, llançat als Estats Units el 2 de juliol de 2002. Tenia 26 episodis de la temporada 3 en set discos, amb una pista d'àudio Dolby Digital 5.1. Va ser llançat en Blu-ray d'alta definició als Estats Units el 30 d'abril de 2013.